# Cantada (canção de Luan Santana)
"Cantada" é uma canção do cantor e compositor brasileiro Luan Santana, composta pelo mesmo em parceria de Dudu Borges e Jorge. Foi lançada em 24 de fevereiro de 2016 como quarto single do álbum Acústico (2015).

## Trilha sonora
A canção ganhou uma versão em estúdio na trilha sonora da novela teen Malhação - Seu Lugar no Mundo da Rede Globo, sendo tema dos personagens de Nicolas Prattes e Marina Moschen.

## Apresentações ao vivo
No dia 21 de fevereiro de 2016 o cantor apresentou a canção no programa televisivo Fantástico da Rede Globo.

## Lista de faixas
- Download digital

1. "Cantada" - 3:17